# Eugen Jørgensen
Alexander Eugène (Eugen) Vincent Jørgensen (13. maj 1858 i Frederikssund – 11. september 1910 i København) var en dansk arkitekt.

## Karriere
Eugen Jørgensen blev født 1858 som søn af by- og herredsfuldmægtig, løjtnant, senere prokurator Christian Erhard Jørgensen (Veng) og Eugénie Françoise Eva Vincent. Han blev student 1875, tog filosofikum året efter og kom i murerlære. Han dimitterede fra C.V. Nielsens tegneskole og gik på Kunstakademiets Arkitektskole juli 1877 – juni 1884. Han vandt Neuhausens Præmie 1889 og fik Akademiets stipendium 1898. 
Han var borgerrepræsentant i København 1904-10, medlem af bestyrelsen for Tegne- og Kunstindustriskolen for Kvinder 1907-10 og redaktør af tidsskriftet Architekten 1898-1905. 
Eugen Jørgensen var en typisk elev af Hans J. Holm. Det arbejde, der regnes for hans bedste, Ride- og Beslagskolen (nedrevet), viser, hvad han har lært af denne. Senere fulgte Jørgensen tidens andre strømninger som palæstil og Nyrop-tidens friere formsprog og friere behandling af det stoflige. I arbejder som Strandboulevarden 35 og karréerne i Christian IX's Gade-kvarteret (med relief af Rudolph Tegner) søgte han at skabe noget malerisk, festligt og afvekslende.
Eugen Jørgensen blev gift 27. september 1887 i København med Camilla Maria Permin (3. oktober 1858 i København – 27. januar 1940 i Ordrup), datter af vinhandler Carl Andreas Permin og Jensine Eline Camilla Møller. Han er begravet på Assistens Kirkegård.

## Udstillinger
Han udstillede værker på Charlottenborg Forårsudstilling 1886, 1889, 1893, 1899, 1901, 1903, 1907 og 1910 og deltog i Verdensudstillingen i Paris 1900 og i Raadhusudstillingen i København 1901. 

## Værker
København:
- Ride- og Beslagskolen på Kong Georgs Vej/Nordre Fasanvej 122, Frederiksberg (1890-91, nedrevet)
- Østerfælled Kaserne, Østerbrogade (1896-98, under ledelse af ingeniørkaptajn Bierring, delvist nedrevet og ombygget 1993-95)
- Østerbrogade 84 (1898-1900)
- Kong Georgs Vej/Kronprinsesse Sophies Vej, Frederiksberg (1900)
- Hjørneejendom Strandboulevarden 35 (1902-03, fredet)
- Edvard Brandes' villa, Olof Palmes Gade 8, opr. Skjoldsgade (1902-03)
- Boligbebyggelse Frederik VI's Allé 1-11, 2-14, Frederiksberg (1905)
- Karréer i Christian IX's Gade-kvarteret (1906-10, Ny Østergade/Christian IX's Gade, relief af Rudolph Tegner, præmieret)

Desuden:
- Ringsted Børs (1897-98)
- Villa Ejstrup, Hveensvej, Vedbæk (1903-04)

### Konkurrencer
- Odense Landmandsforsamling (1899)
- Mindesmærke for Slaget på Reden (1899)
- Sporvejsmaster (1899, sammen med maleren Knud Larsen, præmieret)
- Bebyggelse af grund på Rådhuspladsen, Bristol (1901)
- Grønningens bebyggelse (1906, præmieret)
- Kastelsparken og Fælledernes bebyggelse (sammen med Einar Ambt)
- Pengesedler

### Skriftlige arbejder
- Viser, 1910
- Artikler i Architekten